# Sophie Wilson
Sophie Wilson, nata Roger Wilson, FRS (Leeds, 1957), è un'informatica inglese. Ha progettato l'Acorn System 1, il primo di una lunga serie di computer venduti dalla Acorn Computers Ltd, ed anche il suo linguaggio di programmazione, il BBC BASIC. Ha anche progettato il set di istruzioni dell'architettura ARM.

## Biografia

### Infanzia ed istruzione
Nata Roger Wilson, è cresciuta a Leeds nello Yorkshire. I suoi genitori erano entrambi insegnanti, suo padre di inglese e sua madre di fisica. Ha studiato informatica all'Università di Cambridge. Durante le vacanze Pasquali, ha progettato un microcomputer con il microprocessore MOS 6502 ispirato dal precedente modello MK14, che veniva usato per controllare elettronicamente il mangime per le mucche.

### Carriera
Nel 1978 è entrata a far parte della Acorn Computers Ltd, dopo aver progettato un dispositivo il quale evitava che le scintille degli accendisigari provocassero pagamenti non dovuti alle slot machine.
Il suo lavoro di progettazione è stato usato da Chris Curry e Hermann Hauser per costruire l'Acorn System 1, il primo di una lunga serie di computer venduti dall'azienda.
Nel luglio 1981 ha creato una versione migliorata del linguaggio di programmazione BASIC dell'Acorn Atom per l'Acorn Proton, un microcomputer che ha consentito alla Acorn di vincere una gara d'appalto della British Broadcasting Corporation (BBC) indetta per un ambizioso progetto di educazione informatica.
Hauser fece un gioco mentale quando disse sia a Wilson che al suo collega Steve Furber che l'altro aveva detto che sarebbe riuscito a costruire il prototipo in una settimana. Accettando la sfida, Sophie Wilson progettò il sistema in 3 giorni (dal Lunedì a Mercoledì), compreso il circuito stampato ed i componenti. Esso però richiedeva i nuovi circuiti integrati di DRAM che dovevano essere presi direttamente dall'Hitachi. Giovedì sera venne costruito un prototipo, ma il software aveva dei bug che hanno richiesto a Wilson di rimanere sveglia tutta la notte e di lavorare fino a Venerdì per risolverli. Sophie Wilson ricorda di aver visto il matrimonio di Carlo, principe del Galles e Diana Spencer su una piccola televisione portatile quella sera, mentre tentava di debuggare e risaldare il prototipo. Il prototipo piacque alla BBC, che diede alla Acorn il contratto. Insieme a Furber, Wilson era presente al backstage della prima presentazione della macchina in televisione, nel caso in cui ci fosse la necessità di risolvere qualsiasi problema software. Ha descritto successivamente l'evento come «un momento unico nel tempo nel quale il pubblico voleva sapere come questa roba funzionava e poteva essere mostrato e spiegato come programmare." Il Proton divenne il BBC Micro ed il suo BASIC si evolse nel BBC BASIC. Il suo sviluppo fu guidato da Sophie Wilson per i successivi 15 anni. Oltre al codice ed alla progettazione, scrisse anche i manuali e le specifiche tecniche, rendendosi conto che la comunicazione è un fattore importante per avere successo.
Nell'ottobre 1983 Wilson iniziò a progettare il set di istruzioni per uno dei primi processori RISC, l'Acorn RISC Machine (ARM), L'ARM1 fu consegnato funzionante il 26 aprile 1985. Questo tipo di processori risulta nel 2012 usato nel 95% degli smartphone.
Sophie Wilson progettò l'Acorn Replay, l'architettura video per le macchine Acorn. Includeva le estensioni del sistema operativo necessarie per l'accesso ai video ed anche i codec, ottimizzati per riprodurre video con un alto frame rate sulle CPU ARM.
Fu un membro del consiglio di amministrazione della compagnia di tecnologia e giochi Eidos Interactive per gli anni successivi alla sua offerta pubblica iniziale nel 1990 ed è stata una consulente dell'ARM Ltd quando è diventata una società separata dalla Acorn Computers nel 1990.

Da quando la Acorn Computers è stata chiusa, Wilson ha fatto un piccolo numero di apparizioni pubbliche per parlare del lavoro fatto nella società. 

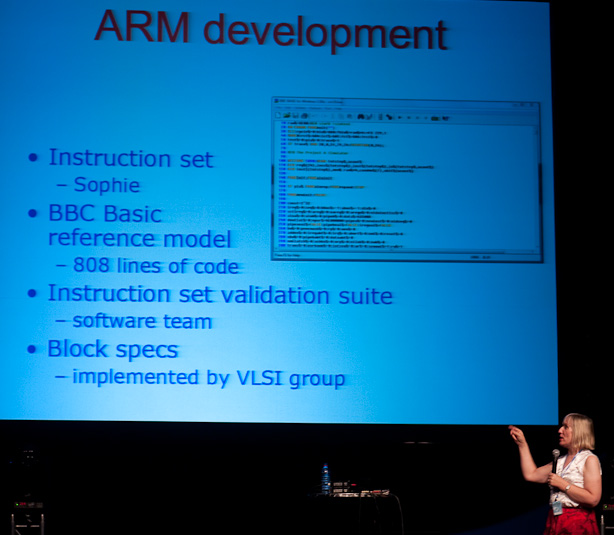
Sophie Wilson presenta pubblicamente lo sviluppo di ARM nel 2009

Ora è la direttrice della progettazione dei circuiti integrati agli uffici di Cambridge della Broadcom. È stata il capo architetto dei processori Firepath della Broadcom. I processori Firepath iniziarono la loro storia nella Acorn Computers. In seguito vennero rinominati "Element 14" ed il progetto fu acquistato dalla Broadcom nel 2001.
È stata inserita come ottava nella lista delle 15 donne più importanti nella storia dell'informatica curata da Maximum PC e pubblicata nel 2011. Nel 2012 è stata premiata con il Fellow Award dal Computer History Museum in California, con Steve Furber, per il suo lavoro sul microcomputer BBC micro e sull'architettura dei processori ARM. Nel 2013 Sophie Wilson è diventata un membro della prestigiosa Royal Society.

### Vita privata
Sophie Wilson è una donna transgender. Le piace la fotografia ed è membro di un gruppo di teatro locale, dove è responsabile di scena e dei costumi ed ha recitato in numerose produzioni. Ha anche fatto un cameo nel film per la TV della BBC Micro Men come proprietaria di un pub, comparendo di fronte ad una versione più giovane di se stessa interpretata da Stefan Butler.